# Stormarn (district)
Districtul Stormarn este un Kreis în landul Schleswig-Holstein, Germania.